# AEROS
Pour l'entreprise ukrainienne, voir Aeros.

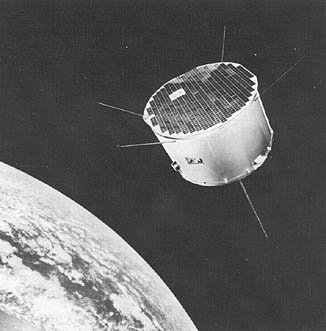
Aeros satellite

AEROS sont deux petits satellites scientifiques  développés par l'agence spatiale allemande DLR avec des contributions de la NASA et lancés en 1974 et 1975. Ces satellites d'aéronomie étaient  chargés d'étudier les couches hautes de l'atmosphère ainsi que l'ionosphère.

## Objectifs
L'objectif de la mission des deux satellites est l'étude des caractéristiques et du comportement de la partie supérieure de l'atmosphère et la région F de l'ionosphère en particulier l'influence du rayonnement ultraviolet du Soleil. Les instruments embarqués fournissent la température et la densité des électrons, ions et particules neutres, la composition des ions et des particules neutres ainsi que les caractéristiques du rayonnement solaire dans l'ultraviolet.

## Historique
Les deux satellites ont été développés par l'agence spatiale allemande DLR avec des contributions de la NASA. Ils ont été tous deux lancés par une fusée Scout depuis la base de lancement de Vandenberg :  AEROS A le 16 décembre 1972 et AEROS B le 16 juillet 1974. Un troisième satellite devait être lancé en 1986 mais le projet fut annulé. Les deux satellites ont fourni des informations précieuses sur la composition de cette partie de l'atmosphère.

## Caractéristiques techniques
Les deux satellites sont identiques. D'une masse de 125,7 kg au lancement ils ont la forme d'un cylindre de 91,4 cm de diamètre pour 71 cm de haut. L'énergie est fournie par des cellules solaires qui recouvrent la partie du satellite tournée vers le Soleil en alimentant des batteries nickel-cadmium. La consommation électrique est comprise entre 4,7  et   34,3 watts. Le satellite est spinné à une vitesse de 10 tours par minute : l'axe de rotation est dans le prolongement de la direction du Soleil,. Les satellites sont placés sur une orbite elliptique (~220x~870 km) quasi héliosynchrone avec une inclinaison de 97°,.
Le satellite emporte 5 équipements scientifiques :
- Density and Composition of Upper Atmosphere : spectromètre de masse permettant de mesurer les ions et les particules neutres d'une masse atomique comprise entre 2 et 44[5].
- Energy Distribution of Ions and Electrons : mesure la distribution de l'énergie des électrons et des ions[6].
- Electron Concentration in the Ionosphere : sonde d'impédance mesurant la densité des électrons dans l'ionosphère[7].
- Solar EUV Radiation : spectromètre à grille mesurant le flux et la distribution spectrale du rayonnement ultraviolet du Soleil pour les longueurs d'onde comprises entre 150 et 510 Å d'une part, 300 et 1070 Å d'autre part[8].
- Neutral Gas Temperature in the Thermosphere : mesure de la température ainsi que la densité en argon, oxygène, azote et hélium. Il s'agit du seul instrument développé par la NASA (Centre spatial Goddard)[9].